# Daniel Morcillo Álvarez
Daniel Morcillo Álvarez (Madrid, 1975) és un arquitecte i polític espanyol, que va ser secretari general del Partit Comunista de Madrid (PCM) entre 2010 i 2014.
Daniel Álvarez Morcillo (el seu nom original), nascut el 1975 a Madrid, es va titular com arquitecte. Inclòs al número 2 de la llista d'Esquerra Unida de la Comunitat de Madrid (IU-CM) per a les eleccions municipals de 2011 a Madrid encapçalada per Ángel Pérez, va resultar elegit regidor, prenent possessió el 16 de juny.
Al maig de 2010, durant el Congrés del Partit Comunista de Madrid (PCM), Daniel Álvarez, avalat pel secretari general del Partit Comunista de Madrid (PCM) Juan Ramón Sanz, va ser elegit com a successor d'aquest, imposant-se en la votació dels compromissaris a Mauricio Valiente, obtenint Álvarez 39 vots enfront de 32 d'aquest últim. Cap a 2010 es va veure forçat a canviar l'ordre dels seus cognoms, per poder transmetre el seu cognom matern al seu fill. Amb la fi del mandat de la corporació el 2011, es van fer públiques les intencions de Morcillo de reprendre la seva ocupació com a arquitecte. El 2014 va deixar la seva responsabilitat com a secretari general del PCM. Posteriorment al seu cessament, va formar part del sector del PCM crític amb les pràctiques de la nova direcció, que tenia a Álvaro Aguilera com a secretari general.